# Đớp ruồi nâu sẫm châu Phi
Chim đớp ruồi nâu sẫm châu Phi, tên khoa học Muscicapa adusta, là một loài chim trong họ Muscicapidae.

## Hình ảnh

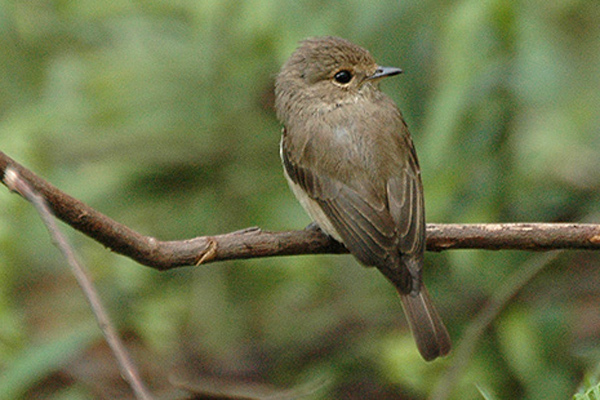
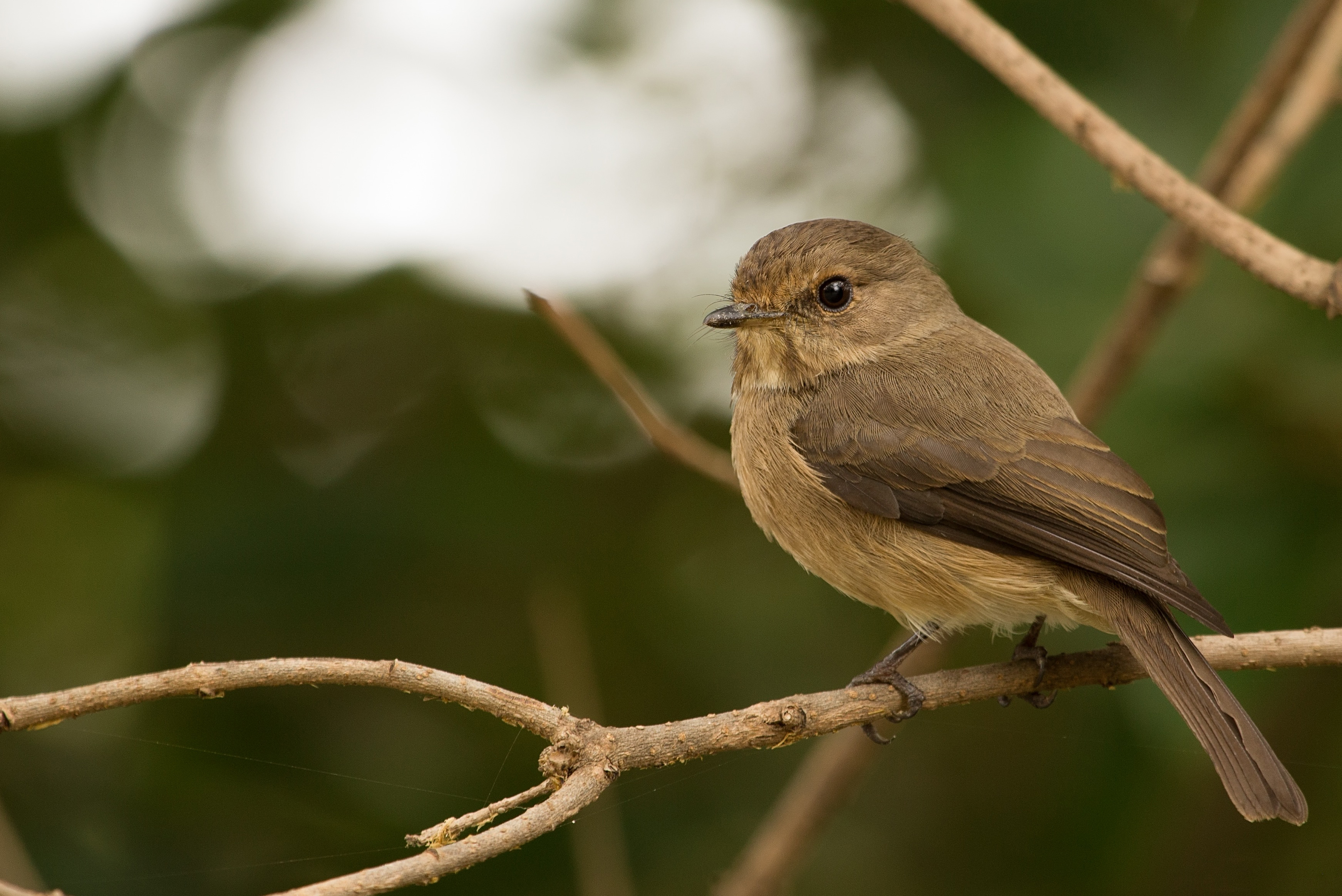
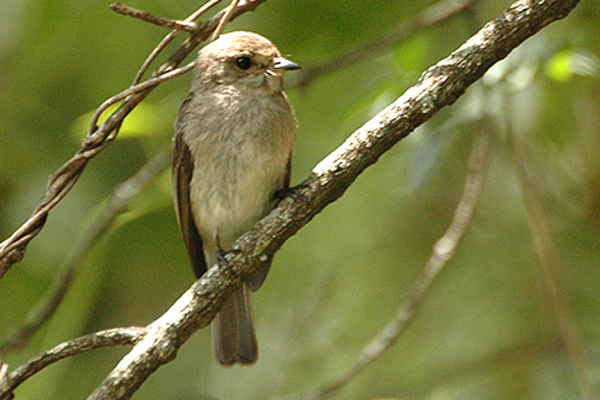